# Yoshiya Nishizawa
Yoshiya Nishizawa (西澤 代志也 Nishizawa Yoshiya?, nacido el 13 de junio de 1987 en Saitama) es un futbolista japonés que se desempeña como centrocampista.

## Trayectoria

### Clubes
| Club           | País  | Año         |
| -------------- | ----- | ----------- |
| Urawa Reds     | Japón | 2006 - 2010 |
| Thespa Kusatsu | Japón | 2010        |
| Tochigi SC     | Japón | 2011 -      |

## Estadística de carrera

### J. League
| Club           | Año   | J. League | J. League | Copa J. League | Copa J. League | Total | Total |
| Club           | Año   | Part.     | Goles     | Part.          | Goles          | Part. | Goles |
| -------------- | ----- | --------- | --------- | -------------- | -------------- | ----- | ----- |
| Urawa Reds     | 2006  | 0         | 0         | 0              | 0              | 0     | 0     |
| Urawa Reds     | 2007  | 0         | 0         | 0              | 0              | 0     | 0     |
| Urawa Reds     | 2008  | 0         | 0         | 2              | 0              | 2     | 0     |
| Urawa Reds     | 2009  | 7         | 0         | 7              | 1              | 14    | 1     |
| Urawa Reds     | 2010  | 0         | 0         | 0              | 0              | 0     | 0     |
| Thespa Kusatsu | 2010  | 17        | 0         | -              | -              | 17    | 0     |
| Tochigi SC     | 2011  | 15        | 0         | -              | -              | 15    | 0     |
| Tochigi SC     | 2012  | 9         | 0         | -              | -              | 9     | 0     |
| Tochigi SC     | 2013  | 12        | 0         | -              | -              | 12    | 0     |
| Tochigi SC     | 2014  | 27        | 0         | -              | -              | 27    | 0     |
| Tochigi SC     | 2015  | 8         | 0         | -              | -              | 8     | 0     |
| Tochigi SC     | 2016  | 23        | 1         | -              | -              | 23    | 1     |
| Tochigi SC     | 2017  | 20        | 0         | -              | -              | 20    | 0     |
| Total          | Total | 138       | 1         | 9              | 1              | 147   | 2     |